# Grosseto-Prugna
Grosseto-Prugna es una comuna francesa situada en la circunscripción departamental de Córcega del Sur, en el territorio de la colectividad de Córcega.

## Geografía
El muy extenso territorio de la comuna incluye dos aglomeraciones distintas:
- El pueblo de Grosseto y la aldea de Prugna, ubicados en el extremo oriental del territorio municipal, en la cuenca hidrográfica de Taravo.
- El balneario y la aldea de Porticcio, situado junto al mar al oeste en el Golfo de Ajaccio.

## Demografía
| 422 | 444 | 843 | 1542 | 1943 | 2152 | 2543 | 2624 | 2917 | 3124 | 3402 |
| Para los censos de 1962 a 1999 la población legal corresponde a la población sin duplicidades (Fuente: INSEE [Consultar]) |     |     |      |      |      |      |      |      |      |      |

## Turismo
El balneario de Porticcio recibe cerca de 60 000 visitantes en temporada alta. Hay varios hoteles cinco estrellas en la zona, incluidos establecimientos de las cadenas Sofitel y Radisson Blu.